# Гвинет
Гвинет (вел. Gwynedd) је округ у северозападном Велсу. Обухвата већи део историјских округа Кернарфоншир и Мерионет. Административни центар му је у Кернарфону. По попису из 2001. имао је 116.838 становника.

## Историја
Стара келтска краљевина Гвинет, основана почетком 5. века, обухватала је већи део северног Велса. Енглески Нормани су у 12. веку саградили замкове у Кернарфону и Конвију, али нису задирали дубље унутар копна, тако да је Гвинет до 1284. остао независан од Енглеске. Гвинет је до данас остао упориште велшке културе, са великим процентом људи који причају на Велшком.

## Географија
Предео сачињавају углавном Камбријске планине од старих, чврстих стена, које су обликовали глечери из леденог доба.

## Привреда
Око половине површине округа покрива национални парк Сноудонија, основан 1951. Туризам је битна привредна грана.